# WXPN
WXPN (88.5 FM), plus communément abrégée XPN, est une station de radio musicale américaine, non commerciale et de service public, basée à Philadelphie, en Pennsylvanie, et couvrant la vallée du Delaware. Gérée par l'université de Pennsylvanie, affiliée au réseau NPR, elle a un format adult album alternative, ou triple-A, caractérisé par une programmation orientée rock indépendant et rock alternatif.
WXPN produit notamment l'émission World Cafe, diffusée nationalement aux États-Unis sur les stations du réseau NPR.

## Historique
La station est officiellement lancée en 1957.

## Programmation
La programmation de WXPN est composée en majorité d'émissions propres à la station, l'émission la plus connue étant World Cafe, diffusée à l'échelle nationale sur certaines stations du réseau NPR.
WXPN diffuse également les matches de l'équipe universitaire de basket-ball des Quakers de Penn.